# شمس الدين الخليلي
شمس الدين أبو عبد الله الخليلي (ت. نحو 800 هـ / 1397 م) هو فلكي مسلم، من أهل دمشق.
كان من زملاء ابن الشاطر. من أهم آثاره تصميم جداول ميقات جديدة لحل كل المسائل القياسية الخاصة بالفلك الكروي لكل خطوط الطول العرض.
شمس الدين عبد الله محمد بن محمد الخليلي هو فلكي سوري، ولد عام 1320 ميلادي وتوفي عام 1380، وذلك إبّان الحكم المملوكي. ويُشتهر الخليلي بمؤلفاته العديدة التي جمعها وصنفها واستخدمها في مجال علم الفلك. حيث عمل معظم حياته كمُوقت في الجامع الأموي في دمشق  (أي كان فلكياً مهتماً بـ علم الميقات، وهو علم تُعرف منه أزمنة الأيام والليالي وأحوالها عن طريق مراقبة النجوم والشمس، وضبط أوقات الصلاة على أساسها ).
لا يُعرف الكثير عن حياة الخليلي، سوى أنه كان من زملاء ابن الشاطر –والذي كان أيضاً موقتاً. وتعد جداول المواقيت الفلكية أشهر وأضخم عملٍ له، حيث تصوّر هذه الجداول ذروة الإنجازات الإسلامية في العصور الوسطى والمتعلقة بمسائل علم الفلك الكروي، والحلول الرياضية لها.
وظلت بعض هذه الجداول قيد الاستخدام في دمشق حتى القرن التاسع عشر، كما استُخدمت أيضاً في القاهرة واسطنبول لعدة قرون. وبقيت المجموعة الرئيسية من الجداول محفوظة في عددٍ من المخططات، لكنها لم تُفحص حتى سبعينيات القرن الماضي.

## أعماله
وضع الخليلي مجموعتين من الجداول الرياضية تحويان نحو 30 ألف مدخلاً. كما جدوَل جميع المداخل التي وضعها عالم الفلك المصري الشهير ابن يونس، باستثناء المداخل التي وضعها الخليلي بنفسه لمدينة دمشق. كما وضع 13 ألف مدخل في “جداوله العالمية” تحوي دوال مساعدة ومختلفة ساعدته على إيجاد حلول المسائل القياسية المتعلقة بعلم الفلك الكروي لأي خط عرض معطى.
وبالإضافة لكل ما سبق، أنشأ الخليلي 3000 جدول مبوب، وضّح من خلالها اتجاه القبلة (اتجاه مدينة مكة) لجميع خطوط العرض والطول كي يستفيد منها جميع المسلمين أينما كانوا، وذلك في القرن الرابع عشر. وكما هو معروف، فإن اتجاه القبلة أساسي في الصلاة عند المسلمين.
إن القيم التي أوردها الخليلي في جداوله دقيقة حتى 3 أو 4 أرقام عشرية. وحتى وقتنا الحالي، لا يعرف أحد كيف استطاع الخليلي حساب كل واحد من تلك المداخل.
أما عن جداوله، فبالإمكان فهرستها كالتالي:
1. جداول لحساب الوقت بالاعتماد على الشمس، وذلك لخط عرض دمشق.
2. جداول لتنظيم أوقات الصلاة، لخط عرض دمشق.
3. جداول للدوال الرياضية المساعدة من أجل حساب التوقيت بالاعتماد على الشمس، ولجميع خطوط العرض.
4. جداول للدوال المساعدة لإيجاد السمت الشمسي من الارتفاع الشمسي لأي خط عرض.
5. جداول للدوال المساعدة لحل مسائل علم الفلك الكروي لأي خط عرض.
6. جدول يظهر القبلة، أو اتجاه مدينة مكة، كدالة لخطي الطول والعرض الأرضيين.
7. جداول لتحويل إحداثيات الخسوف القمري إلى إحداثيات استوائية.
صمم الخليلي المجموعة الخامسة من جداوله لحل جميع المسائل القياسية المتعلقة بعلم الفلك الكروي، وكانت تلك الجداول ذات أهمية بالغة ومفيدة جداً لحل هذه المسائل، والتي يتم حلها في وقتنا الحالي بالاعتماد على قانون جيب التمام للمثلثات الكروية.
وكما أوضحنا سابقاً، استخدمت الجداول المساعدة لعدة قرونٍ في دمشق والقاهرة واسطنبول، وتلك المدن الثلاث هي المراكز الرئيسية لعلم الفلك والميقات في العالم الإسلامي. ذُكرت الجداول لأول مرة عام 1973، ثم في عام 2000، تم اكتشاف المجموعة الرابعة من جداول الخليلي في مخطوطة بالبصرة، كما أكد المؤرخ الرياضي الكندي (غلين فان بروميلن) عام 1991 أن المجموعة السابعة من الجداول حُسبت أولاً، ثم اشتقت منها جداول المجموعة السادسة.